# Oneli Pérez
Oneli M. Pérez García (nacido el 26 de mayo de 1983 en Bonao) es un lanzador dominicano quien es actualmente agente libre. En 2011, Pérez lanzó para Hanwha Eagles en la Organización Coreana de Béisbol.
En la Liga Dominicana juega para los Tigres del Licey y es el líder en salvamentos de todos los tiempos del equipo.

## Carrera
Pérez no estaba drafteado y fue firmado por los Medias Blancas de Chicago como agente libre el 19 de mayo de 2004 por el exbeisbolista dominicano Denny González.
En enero de 2011, Pérez aceptó una oferta para jugar con los Hanwha Eagles en la Organización Coreana de Béisbol, pero fue liberado en junio de ese mismo año. Después se unió al equipo mexicano Sultanes de Monterrey por recomendación de su excompañero Karim García, que había pasado previamente un corto período de tiempo en el equipo.